# Neosauropoda
Neosauropoda é um clado dentro de Dinosauria, cunhado em 1986 pelo paleontólogo argentino José Fernando Bonaparte e atualmente descrito como Saltasaurus loricatus, Diplodocus longus, e todos os animais descendem diretamente de seu ancestral comum mais recente. O grupo é composto por dois subgrupos: Diplodocoidea e Macronaria. Surgindo no início do Jurássico e persistindo até o evento de extinção do Cretáceo-Paleogeno, Neosauropoda contém a maioria dos gêneros de saurópodes, incluindo gêneros como Apatosaurus, Brachiosaurus e Diplodocus. Também inclui gigantes como Argentinosaurus, Patagotitan e Sauroposeidon, e seus membros permanecem os maiores animais terrestres que já viveram.
Quando Bonaparte cunhou pela primeira vez o termo Neosauropoda em 1986, ele descreveu o clado como compreendendo saurópodes do "fim do Jurássico". Embora o Neosauropoda pareça ter se originado no final do período Jurássico, ele também inclui membros de todo o Cretáceo. Neosauropoda é atualmente delineado por características específicas compartilhadas, derivadas, em vez do período de tempo em que seus membros viveram. O grupo foi posteriormente refinado por Upchurch, Sereno e Wilson, que identificaram treze sinapomorfias compartilhadas entre neossaurópodes. Como Neosauropoda é um subgrupo de Saurópodes, todos os membros também exibem características básicas de saurópodes, como tamanho grande, pescoço longo e pernas colunares.